# Anthony Frewin
Anthony Frewin, né le 11 septembre 1947 à Edgware, ou selon d'autres sources à Kentish Town, en Angleterre, est un écrivain britannique, auteur de roman policier et assistant de Stanley Kubrick.

## Biographie
De 1965 à 1969 et de 1979 à 1999, il est l'assistant de Stanley Kubrick avec qui il travaille sur cinq de ses principaux films : 2001, l'Odyssée de l'espace, Orange mécanique, Full Metal Jacket, Shining et Eyes Wide Shut.
En 1997, il publie son premier roman, London Blues, situé dans le quartier londonien de Soho et dans le milieu du cinéma pornographique. Pour Claude Mesplède, ce roman est « une remarquable reconstitution de la vie londonienne en pleine Beatlemania ». En 1998, il fait paraître, Lee Harvey Osvald, affaire classée (Sixty-three Closure). Ce roman dont « l'écriture fluide, l'humour et l'autodérision font merveille » est  « une nouvelle reconstitution historique de l'assassinat du président Kennedy, l'un de ses sujets de prédilection » sur lequel il écrit plusieurs essais.

## Œuvre

### Romans
- London Blues (1997) Publié en français sous le titre London Blues, Paris, Le Serpent à Plumes, coll. « Serpent noir » no 9 (1999)  (ISBN 2-84261-099-7) ; réédition, Paris, Éditions du Seuil, coll. « Points » no 819 (2001)  (ISBN 2-02-043688-4)
- Sixty-three Closure (1998) Publié en français sous le titre Lee Harvey Osvald, affaire classée, Paris, Le Serpent à Plumes, coll. « Serpent noir » (2000)  (ISBN 2-84261-222-1)
- Scorpian Rising (1999)
- The Reich Stuff (2007)

### Autres publications
- Elstree and Borehamwood Through Two Thousand Years (1974)
- One Hundred Years of Science Fiction Illustration: 1840-1940 (1974)
- Book of Days (1979)
- The Assassination of John F. Kennedy: An Annotated Film, TV, and Videography, 1963-1992 (1993)
- The Federal Bureau of Investigation's London File on the Assassination of John F. Kennedy Calendared (1995)

## Filmographie

### En qualité d'assistant de Stanley Kubrick
- 1968 : 2001, l'Odyssée de l'espace (2001: A Space Odyssey)
- 1971 : Orange mécanique (A Clockwork Orange)
- 1980 : Shining
- 1999 : Eyes Wide Shut

### En qualité d'assistant de production
- 1987 : Full Metal Jacket

### En qualité de scénariste
- 2005 : Appelez-moi Kubrick (Colour Me Kubrick), film franco-britannique réalisé par Brian W. Cook

## Sources
: document utilisé comme source pour la rédaction de cet article.
- Claude Mesplède (dir.), Dictionnaire des littératures policières, vol. 1 : A - I, Nantes, Joseph K, coll. « Temps noir », 2007, 1054 p. (ISBN 978-2-910686-44-4, OCLC 315873251, BNF 41162075), p. 790